# 장유휴게소
장유휴게소(長有 休憩所, Jangyu Service Area)는 경상남도 김해시 장유면에 위치한 남해고속도로제2지선의 고속도로 휴게소이다. 부산 방향에서만 이용할 수 있다.

## 시설
- 화장실
- 식당
- 매점
- 내고장특산물
- 주차장
- 종합안내소
- 브랜드매장: 엔젤리너스, 로띠번
- 정유소: EX-OIL,SK LPG충전소
- 현금 자동 입출금기

## 전후
| 다음 지점     | ← | 현재 지점  | ← | 이전 지점    |
| ------------- | - | ---------- | - | ------------ |
| 냉정 분기점   | ← | 장유휴게소 | ← | 장유 나들목  |
| 고속도로 기점 | ← | 장유휴게소 | ← | 서부산휴게소 |